# Форест-В'ю (Іллінойс)
Форест-В'ю (англ. Forest View) — селище (англ. village) в США, в окрузі Кук штату Іллінойс. Населення — 792 особи (2020).

## Географія
Форест-В'ю розташований за координатами 41°48′33″ пн. ш. 87°46′23″ зх. д. / 41.80917° пн. ш. 87.77306° зх. д. (41.809097, -87.773079).  За даними Бюро перепису населення США в 2010 році селище мало площу 3,10 км², з яких 2,76 км² — суходіл та 0,34 км² — водойми. В 2017 році площа становила 3,36 км², з яких 3,03 км² — суходіл та 0,33 км² — водойми.

## Демографія
Згідно з переписом 2010 року, у селищі мешкало 698 осіб у 268 домогосподарствах у складі 177 родин. Густота населення становила 225 осіб/км².  Було 287 помешкань (93/км²).
Расовий склад населення:
| - 86,4 % — білих - 1,9 % — азіатів - 0,7 % — чорних або афроамериканців - 0,3 % — вихідців з тихоокеанських островів - 8,7 % — осіб інших рас |

До двох чи більше рас належало 2,0 %. Частка іспаномовних становила 29,1 % від усіх жителів.
За віковим діапазоном населення розподілялося таким чином: 22,5 % — особи молодші 18 років, 58,0 % — особи у віці 18—64 років, 19,5 % — особи у віці 65 років та старші. Медіана віку мешканця становила 43,4 року. На 100 осіб жіночої статі у селищі припадало 83,2 чоловіків;  на 100 жінок у віці від 18 років та старших — 80,3 чоловіків також старших 18 років.
Середній дохід на одне домашнє господарство  становив 65 226 доларів США (медіана — 52 500), а середній дохід на одну сім'ю — 73 414 долари (медіана — 69 250). За межею бідності перебувало 2,8 % осіб, у тому числі 1,3 % дітей у віці до 18 років та 5,4 % осіб у віці 65 років та старших.
Цивільне працевлаштоване населення становило 323 особи. Основні галузі зайнятості: освіта, охорона здоров'я та соціальна допомога — 15,8 %, роздрібна торгівля — 14,9 %, науковці, спеціалісти, менеджери — 12,7 %, транспорт — 11,8 %.